# Amaranthus asplundii
Amaranthus asplundii är en amarantväxtart som beskrevs av Albert Thellung. Amaranthus asplundii ingår i släktet amaranter, och familjen amarantväxter. Inga underarter finns listade i Catalogue of Life.